# Oceania (álbum)
Oceania é o oitavo álbum de estúdio da banda americana de rock alternativo The Smashing Pumpkins. O álbum foi lançado no dia 19 de junho de 2012 pela EMI e Martha's Music. Produzido por Billy Corgan e Bjorn Thorsrud, o álbum é parte de um projeto contínuo, Teargarden by Kaleidyscope. Foi um sucesso crítico e comercial, estreando na quarta posição da Billboard 200.
Em três meses, Oceania vendeu mais de cem mil cópias nos Estados Unidos.

## Faixas
1. "Quasar" – 4:55
2. "Panopticon" – 3:52
3. "The Celestials" – 3:58
4. "Violet Rays" – 4:19
5. "My Love is Winter" – 3:32
6. "One Diamond, One Heart" – 3:50
7. "Pinwheels" – 5:54
8. "Oceania" – 9:07
9. "Pale Horse" – 4:38
10. "The Chimera" – 4:17
11. "Glissandra" - 4:07
12. "Inkless" - 3:07
13. "Wildflower" - 4:42